# ハンプトン国立史跡
ハンプトン国立史跡（ハンプトンこくりつしせき、英: Hampton National Historic Site）は、アメリカ合衆国メリーランド州ボルチモア郡タウソンの北、ハンプトン地域にある18世紀の広大な荘園の名残である。その中にはジョージア調(en)の家屋、庭園、さらに当初からある石造りの奴隷小屋が残っている。この荘園は1745年から1948年までリッジリー家が7世代にわたって所有していた。「ハンプトン邸宅」が1790年に完成したときは、アメリカ合衆国最大の私宅であり、今日でも国内で最も精妙なジョージア調建築の1例と見なされている。その作り付け家具は、奴隷小屋やその他保存されている構造物とともに、18世紀後半から19世紀前半にかけて土地所有者の貴族的な生活の一端を垣間見させてくれる。1948年、ハンプトンはその建築的な重要さによって、アメリカ合衆国国立公園局から国立史跡に最初に指定された。庭園は、丁寧に仕上げられたパルテール、すなわち幾何学的配置庭園が19世紀に広く賞賛されたが、現在に至るまで1820年代に整備された姿に似せて修繕されてきた。樹木の中には樹齢200年を超すものもある。
この史跡は週7日公開されており、木曜日から日曜日には、監督官の家や奴隷小屋を含め建物のツアーが行われており、学習や省察のための大きな機会も得られる。

## 歴史

### 18世紀
この史跡の土地は当初1695年にヘンリー・ダーナル大佐（1645年頃-1711年）に与えられたノーサンプトン払下げ地の一部だった。ダーナルはメリーランド植民地の初代領主であるボルチモア卿の親戚だった。ダーナルの相続人がその土地を1745年4月2日、タバコ農園主で交易業者のチャールズ・リッジリー大佐（1702年-1772年）に売却した。その売買記録には、その資産の中に「家屋、タバコ納屋、厩舎、庭園、果樹園」を含む、とされていた。 

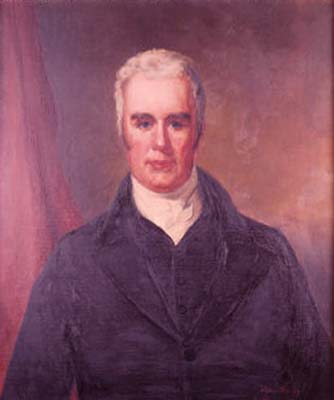
チャールズ・カーナン・リッジリー、ハンプトンの所有者として2代目

その息子であるチャールズ・リッジリー大尉（1733年-1790年）が、家業をかなり拡大し、製粉所、リンゴ園、石切り場などを始めた。アメリカ独立戦争の間、リッジリー家にとって鉄工所が重要な収入源となり、大陸軍のために大砲や弾薬を製造した。1783年、リッジリー大尉は母屋であるハンプトン邸宅の建設を始めた。そのコンセプトは、母の親戚が所有していたイングランドのハワード城から得られたと言っていた。その邸宅が完成した1790年、ハンプトン邸宅はアメリカ合衆国最大の私宅となった。
同年、リッジリー大尉が死去すると、その甥であるチャールズ・カーナン・リッジリー（1760年-1829年）が、ハンプトンの2代目の当主となった。1799年、近くの泉から全長10,590フィート (3,228 m) の灌漑用パイプを布設し、この邸宅と周辺の庭園に水を供給して、それらを大きく開発した。当時著名な技巧者が雇われて幾何学的配置庭園を設計し、1799年から1801年の間に敷地に造作された。チャールズ・カーナンは活発な馬の乗り手でもあり、ハンプトンでサラブレッド馬の飼育を始め、レース場まで造らせた。1799年、広告を打って、競走馬グレイメドレーの種付けを始めた。別の競走馬ポストボーイは、ワシントンシティ・ジョッキークラブ・カップのレースで優勝した。

### 19世紀

『ハープを抱く淑女: エリザ・リッジリーの肖像』、1818年、トマス・サリー画、ナショナル・ギャラリー蔵、ワシントンD.C.

チャールズ・カーナン・リッジリーの下で、ハンプトンは1820年代に広さ25,000エーカー (101.17 km2) と最盛期を迎えた。邸宅からは、大きな果樹園、鉄工所、炭坑、大理石石切り場、製粉所が見渡せ、商品から利益が出た。広大な農園では、トウモロコシ、肉牛、酪製品、豚、馬を生産した。300人以上の奴隷が畑で働き、家事を行ったので、ハンプトンはメリーランド州でも最大級の奴隷を保有する荘園となった。邸宅に面したテラス3か所に6面のパルテールが造られ、バラ、ボタンなど季節の花が植えられた。1820年、敷地内にオレンジの温室が建設された。
チャールズ・カーナン・リッジリーはこの邸宅の大広間でしばしば著名な客をもてなした。大広間は縦51フィート (16 m)、横21フィート (6.4 m) あった。客には、アメリカ独立宣言の署名者チャールズ・キャロル・オヴ・カロルトン、独立戦争の将軍ラファイエット侯爵などがいた。チャールズ・カーナンは1816年から1819年までメリーランド州知事を務めた。リッジリーが1829年に死んだとき、その遺志で奴隷達を解放した。
ハンプトンの荘園はその様々な相続人の間で分けられた。チャールズ・カーナン・リッジリーの息子ジョン・カーナン・リッジリー（1790年-1867年）は、邸宅と4,500エーカー (18 km2) の土地を承継した。鉄工所は閉鎖され、その後のリッジリー家の収入は主に、農業、投資、および石切り場から上げられた。ジョン・カーナン・リッジリーは邸宅に水道、暖房装置、ガス灯を付け加えた。
ジョンの妻であるエリザ・リッジリー（1803年-1867年）は、画家トマス・サリーの有名な絵画『ハープを抱く淑女』のモデルであり、邸宅のために多くの美術品や家具を購入した。エリザは著名な園芸家であり、敷地内の庭園をより大きくまた念入りに作り上げることに成功し、温室では様々な花や低木を育て、ジョンが購入した60人の奴隷に世話をさせた。19世紀半ばまでに、ハンプトン荘園は国内でも最大級に広範な柑橘類樹木の収集を行い、エリザが度々ヨーロッパや東洋を旅した時に集めた様々な珍しい樹木を植えた。温かい季節には植木鉢の柑橘樹が外に持ち出されてテラスの庭園に並べられ、冬は温められた温室に戻された。庭園の1区画はアジアから入れた赤、黄、ピンク、栗色のコリウスを植えた。1859年、ハンプトンの奢侈な様式の名声が、景観に関する著作の作家をして、「アメリカのどこよりも雄大だと表現できるのは、まさにハンプトンのことである」と記させていた。

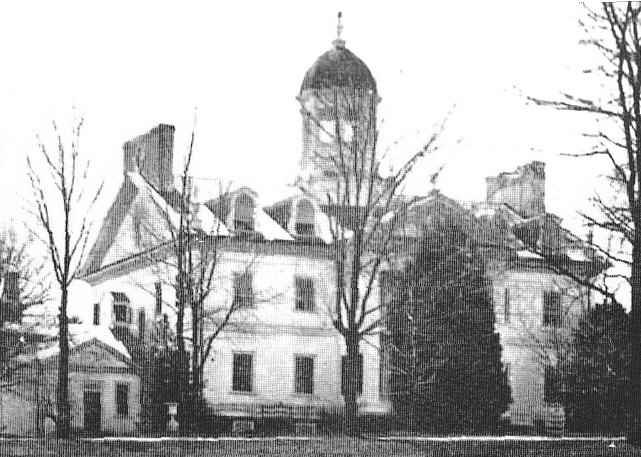
ハンプトン邸宅、1861年

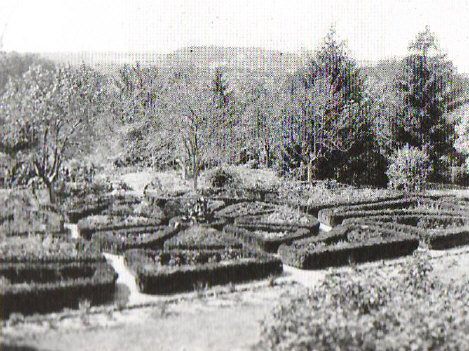
テラス庭園、1872年

1861年1月、エイブラハム・リンカーンがアメリカ合衆国大統領に選出されてから間もなく、チャールズ・リッジリー（ジョン・カーナンとエリザ・リッジリー夫妻の息子）が、ハンプトンで南軍寄りのボルチモア郡騎馬警備隊を結成し、「州権の紳士（states' rights gentlemen）」と表現した民兵隊の自ら大尉になった。その民兵隊の騎兵の1人、ジョン・メリーマン中尉は反逆罪容疑で1861年5月に北軍に逮捕、投獄され、「メリーマン事件（Ex parte Merryman）」と呼ばれることになるアメリカ合衆国最高裁判所における有名な審判を引き起こした。南北戦争でメリーランド州やペンシルベニア州の農業地帯は、アンティータムの戦い（1862年）やゲティスバーグの戦い（1863年）など激戦を極めたが、リッジリーのハンプトン荘園は無傷のままだった。
メリーランド州は境界州だったので、リンカーンの奴隷解放宣言の対象から外されたが、メリーランド州議会は1864年に奴隷制度を廃止した。奴隷制度の終わりとともに、ハンプトンは衰退を始めた。元奴隷の多くは、有給の家僕としてハンプトンで働き続けたが、リッジリーは農園で働く者を雇う必要があった。1867年、ジョンとエリザが死去し、その息子のチャールズがハンプトンの次の当主となった。チャールズが1872年に死去したとき、邸宅と残っていた1,000エーカー (4.0 km2) の土地は、ジョン・リッジリー大尉（1851年-1938年）が承継した。セオドア・ルーズベルトなど著名な客がハンプトンを訪れ、その景観を楽しみ続けた。

### 20世紀
近くにあるボルチモア市が発展し、土地の農業が衰退すると、リッジリー家は次第に資産の維持が難しくなっていった。6個あったパルテールのうちの5個は取り去られ、芝を植えられた。敷地内のリンゴ園からリンゴ酒を生産し、酪農業を運営することで収入を上げられた。1929年、ジョン・リッジリー大尉とその息子ジョン・リッジリー・ジュニアが、ハンプトン開発会社を結成し、残っていた1,000エーカー (4.0 km2) の土地の幾らかを売却した。1938年、ジョン・リッジリー・ジュニアが6代目の家長となり、ハンプトンの当主となった。その会社は1930年代と1940年代に、郊外住宅開発のために土地の大部分を売り払い、そこは現在人気があるハンプトン住宅コミュニティと呼ばれている。

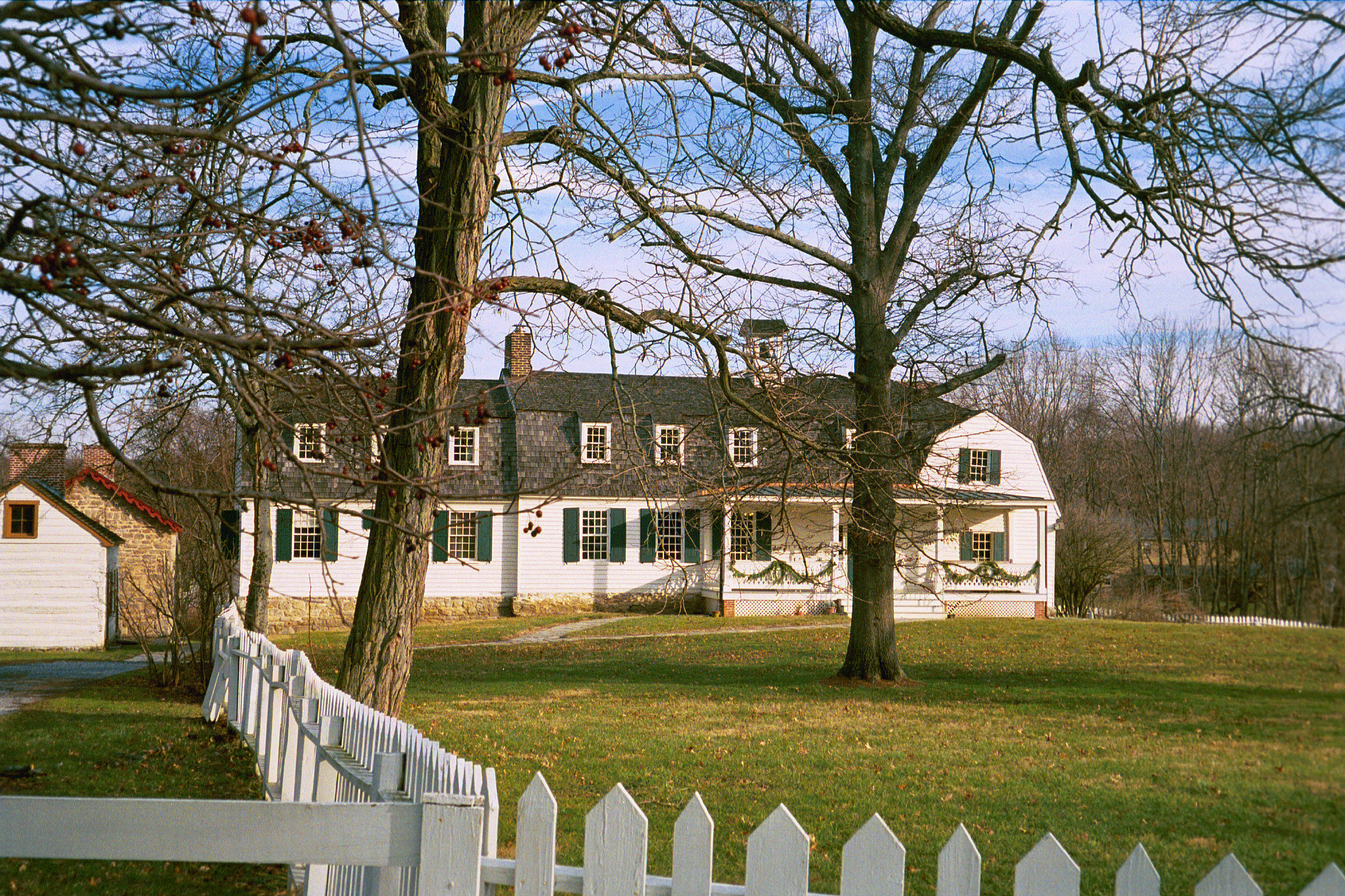
ファームハウス、ジョン・リッジリー・ジュニアが1948年に移転してきた8

ハンプトン邸宅は1948年までリッジリー家のものだったが、この年ジョン・リッジリー・ジュニアが敷地内にある小さなファームハウスに移り、邸宅はアバロン基金（現在はアンドリュー・W・メロン基金(en)の一部）が取得した。リッジリー家の7代目でその邸宅に住んだ最後の世代はジョン・リッジリー3世（1911年-1990年）であり、1930年代半ばにリリアン・ケッチャム（1908年-1996年）と結婚した後、第二次世界大戦中に陸軍に入隊するまで、夫妻で邸宅に住み続けていた。
1948年6月22日、ハンプトン邸宅と残っていたリッジリー家の敷地43エーカー (17 ha) は、アメリカ合衆国内務長官によって国立史跡に指定された。その歴史的な価値と「建築的記念物として傑出した長所」を元に国立史跡に選定された最初の場所となった。1949年5月、メリーランド州保存協会の管理下にハンプトン邸宅は公開され、その後の30年間（1949年-1979年）続いた。19世紀に6面あったパルテールのうち4面を修復する工事が1949年に始まった。1966年10月15日、ハンプトンはアメリカ合衆国国家歴史登録財に指定された。1979年10月、国立公園局がハンプトンを取得し、同局がそれ以降資産の運営と管理にあたっている。その後国立公園局は当初のリッジリー家の建造物があった付近の土地を買い足し、全体を現在の広さ62.04エーカー (25.11 ha) のものにした。1998年、国立公園局はこの史跡の保存目的を次のように記した。
...歴史あるチェサピーク地域で、この希少で、商業、工業、農業の荘園の損なわれていない文化的資源を保存すること。この史跡の資源と、所有者家族とこの荘園に住み働いた労働者達との相互関係が、18世紀と19世紀に形作られ変化してきた中で、国家的な出来事や社会的な変化が表れている。

### 21世紀

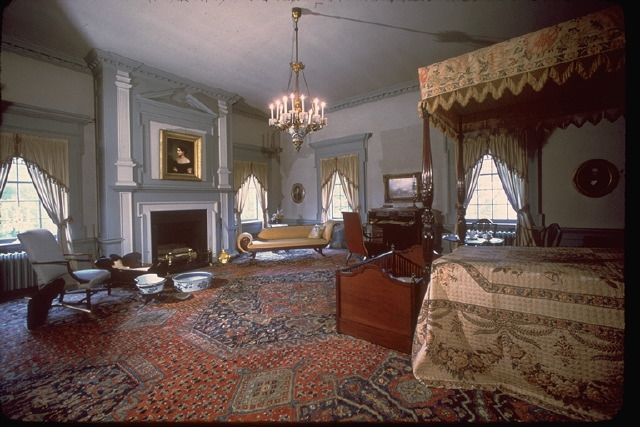
邸宅の寝室、当初の家具調度を残している

この資産の長期計画と運営のために1998年に国立公園局が採用した総合管理計画の一部として、2000年に邸宅の安全保障、安全性、電気系統、環境問題に関する研究が始まった。消火システムや空気調和の仕組みが無いというように、基本的な必要性が明らかにされた。邸宅の家具や絵画の保存管理者は、邸宅内の温度と湿度のレベルを安定化させる必要性が、「受容できない環境のストレスがあるために緊急の」課題だと語った。国立公園局は2004年にその計画を仕上げ、その中には環境影響評価、歴史ある邸宅と他には代えがたい内容物を火災による損失から守るための現代的空気調和システムと、隠ぺい型スプリンクラーシステムの導入が挙げられていた。
2005年1月から、邸宅はほぼ3年間閉鎖され、大規模修復工事が行われた。この2005年から2007年の修復工事の一部として、応接間と寝室2部屋は完全に改装された。応接間の家具は、1830年から1860年の時代に邸宅にあったものを正確に再現するよう、広範に再調査された。邸宅のキューポラの上の装飾は、頂部の球形の飾りに金箔押しを行うなど、修復された。ハンプトン邸宅は2007年11月30日に再度一般公開された。
ハンプトン国立史跡に対する国立公園局の主任レンジャーは300万ドルを掛けた修復の後で、「この邸宅がこれ以上良く見えていたとは思えない」と語った。州全体の保存推進機関である「メリーランド州保存協会」は2007年に、ハンプトン国立史跡で、邸宅の部屋を歴史的な正確さで再生し、目立たないように消火システムと空気調和システムを装備したとして、同年の「ステュワードシップ賞」を贈った。

## 国立公園局の管理

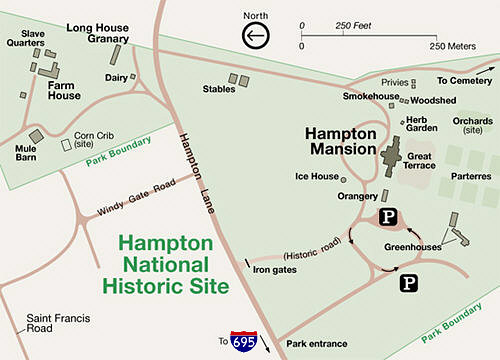
ハンプトン国立史跡の地図

ハンプトンの残っている62.04エーカー (25.11 ha) の敷地はハンプトン・レインに跨り、現在は国立公園局が管理し、一般公開され、豊富な無料駐車場、土産店があり、車椅子でも邸宅を訪問できる。訪問客は邸宅のガイド付きツアーが提供され、そこではリッジリー家の所有していた当初の家具や、絵画、銀器、陶器など7,000点におよぶ収集品を見ることができる。邸宅以外にも18世紀から19世紀半ばまでの時代に建てられて、現在も残っている当初の建造物9棟も見られる。
- ファームハウス – 邸宅から北、1,900フィート (580 m) にあり、奴隷小屋に隣接している。リッジリーがこの土地を購入した1745年より以前のものと考えられている。邸宅が建てられていた1780年代に、リッジリー家はここに住んでいた。その後は農園のマネジャーや監督者の住まいになっていた。ジョン・リッジリー・ジュニアとその妻が邸宅を明け渡した1948年より後、この夫妻は死の時までここに住んでいた
- 奴隷小屋 – ファームハウスに隣接して石造りの建物2棟が保存されている。現在はハンプトンでの奴隷の生活について対話型の展示が行われている。チャールズ・カーナン・リッジリーが、逃亡奴隷に戻って来た場合の報償を提案する新聞広告や、ジョン・カーナンとエリザの娘が、奴隷の子供達のために1841年から1854年まで贈っていたクリスマスの贈り物のリスト、などが展示されている
- 酪農場 – 1800年以前の石造建築
- ラバの厩舎 – 1845年頃の石造
- ロングハウス/穀倉
- アッシュハウス、丸木造り、およびハト小屋

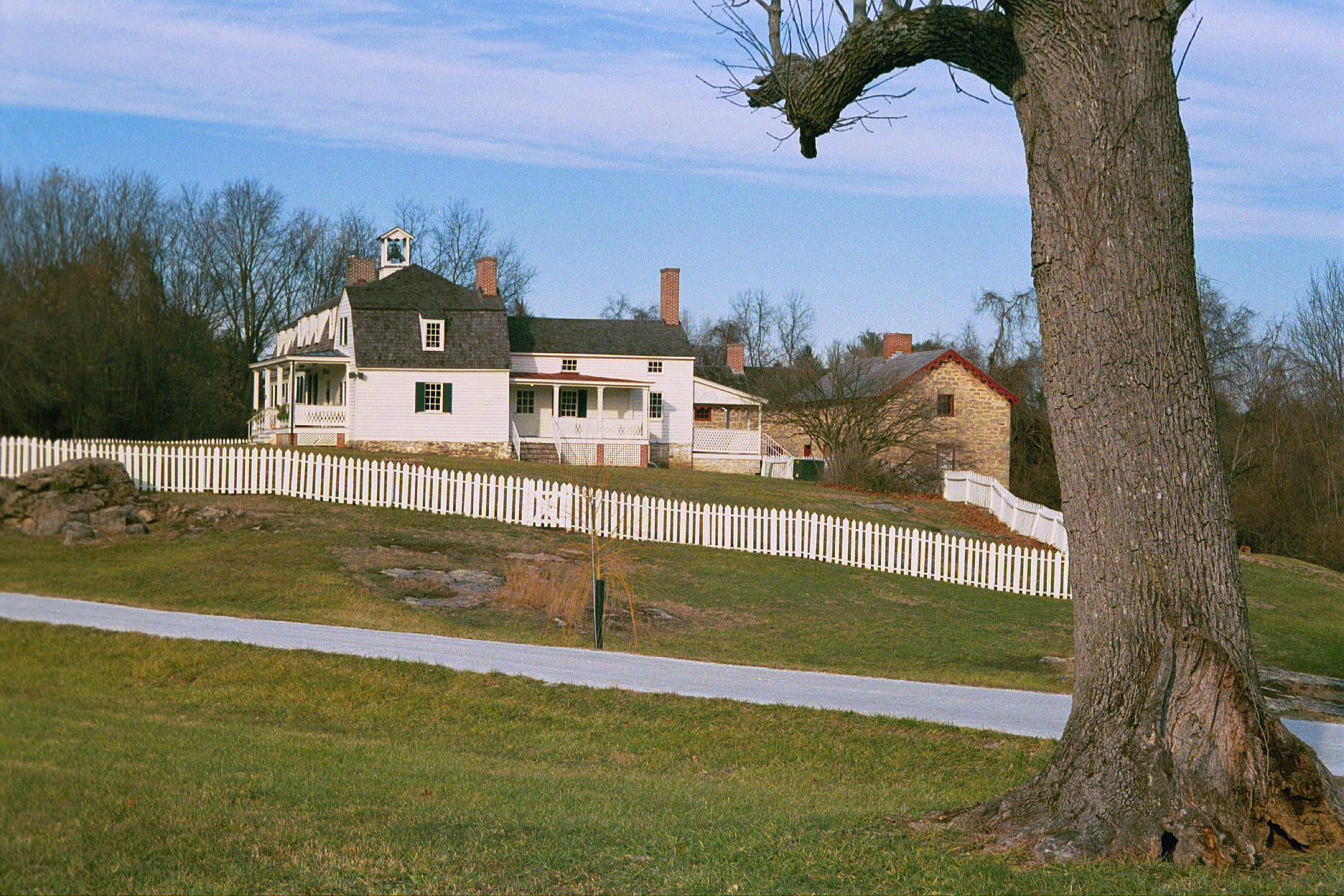
ファームハウス（左）と奴隷小屋（右）、2007年撮影

一般公開されている時間帯に、敷地内のガイド無しのツアーも可能である。農園、フォーマル庭園、家族墓地、リッジリー家のサラブレッド馬のための石造厩舎2棟などが見られる。当初の温室（1824年建設）の再建物も見られる（当初の木製の温室は1926年に焼失した。1976年に最初のものの基礎の上に再建された）。深さが34フィート (10.4 m) の氷室が邸宅近くに残っており、公開されている。1820年代にリッジリー家が植えた木で残っているものの中に、大きなチューリップツリー（ユリノキ）、ヨーロッパブナ、キササゲがある。見事なレバノンスギは、エリザ・リッジリーが中東から苗を持ち帰ったものが成長して、アメリカ国内でも最大級の木になっている。
年間を通じて多くの特別行事が計画されている。例えば、室内楽のコンサートやハープシコードの演奏が、邸宅の装飾の多い大広間で行われ、酪農場でのミルク絞りのデモンストレーションは乳絞り女のコスチュームを着た者が行う。馬車の運行、大鎌による干し草刈り、トウモロコシの収穫、鍛冶屋のデモンストレーション、ジョスト（騎士の一騎討ち）の再現、などがある。「ボルチモア・サン」紙は、2008年にハンプトンを35,000人の観光客が訪れたと報告した。
地元のコミュニティは「ヒストリック・ハンプトン」とよぶ非営利友好団体を通じて、史跡の保存を支援している。国立公園局が内装の歴史的な正確さや解釈的な可能性（歴史考証）を獲得するのを支援し、様々な活動を提示した。2008年5月、国立公園局が195,000ドルの助成金を公表すると、邸宅内装の修復のためにヒストリック・ハンプトンも同じ額の資金を集めて対抗した。国立公園局は、研究者のために、1750年から1990年までのリッジリー家の古文書保管庫も現場で維持している。

## ティールーム論争

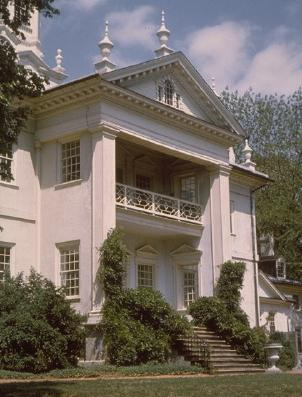
邸宅正面のファサードの装飾

1949年にハンプトンが初めて一般公開されたとき、この邸宅のキッチンは小さなレストランに転換された。ティールームと呼ばれ、その後の50年間はある営業許可取得者が経営し、ハンプトン・インペリアル・クラブ（カニ）を使ったランチを提供していた（ブルークラブ (ワタリガニ) の塊肉を焼いて、スパイスで味付けしたもの）。他にもチェサピーク湾の海産物を使った料理があり、グラスのシェリー酒を出していた。地元新聞のコラムニストはティールームのことを、「上品さを提供する...壁ほどにも大きい暖炉や、厚さが2フィート (0.61 m) 近い敷居がある方立（ほうだて）の窓がある。そこからの眺めはうねりのある芝生である...」と書いていた。
1999年1月1日、国立公園局がこのティールームを閉鎖したとき、その役員は、この本館でキッチンを動かすことで火事を起こす可能性があり、邸内の歴史的な物に昆虫やネズミによる被害を出させる可能性があるので、閉鎖したと言っていた。これはその前年に採用された国立公園局による総合管理計画にうたわれていたことだった。そこは「食事を楽しむために快適な場所である一方で、...将来の世代のためにハンプトンの建物、対象物や景色を保存する必要性に比べれば、明らかに重要ではない」と言っていた。メリーランド州保存協会の役員は、レストランの閉鎖で「失望した」と言い、ティールームはこの史跡に観光客を惹きつけるために貢献していたと言っていた。ハンプトンの様々な計画のために資金を集めているハンプトン婦人委員会の元議長も、この判断を批判した。2006年以降、この婦人団体は改めてティールームを再開させる運動を開始し、それは多くの観光客を惹きつけ、この史跡に地元の事業を帰って来させるものであると言っている。2006年10月、国立公園局の広報担当者は、「この邸宅はいかなる食事も提供する場所とはならない」と言ったと伝えられているが、それ以来それ以上のコメントは出していない。